# Adolf Berens
Adolf Berens (Grevenmacher, 15 maart 1880 - aldaar, 23 maart 1956) was een Luxemburgs schrijver. 
Hij was onderwijzer van beroep en schreef eerst gedichten in het Duits (onder andere "Erstlinge"). Later ging hij in het Luxemburgs schrijven. In 1921 kwam het eerste deel van zijn roman "D'Kerfegsblo'm, Én Geschicht a'us deem ale Letzeborger Volleksliewen an der Muselsprôch" uit, überhaupt de allereerste roman in het Luxemburgs. In 1928 kreeg hij de eerste Luxemburgse Literaturpräis. Hij schreef ook theaterstukken ("Schneenesch a Schiwesch", "Am Gedei"). 
- Bibliothèque nationale de France: cb121634538 (data)
- International Standard Name Identifier: 0000 0000 5340 1984
- Library of Congress Control Number: nr2003003157
- Virtual International Authority File: 76356447
- WorldCat: E39PBJpDP6GBwVpCx34fb3cVmd